# Chlorurus sordidus
Chlorurus sordidus е вид лъчеперка от семейство Scaridae.

## Разпространение
Видът е разпространен в Бахрейн, Британска индоокеанска територия (Чагос), Джибути, Египет, Еритрея, Йемен, Израел, Индия, Индонезия, Йордания, Ирак, Иран, Катар, Кения, Кокосови острови, Коморски острови, Кувейт, Мавриций, Мадагаскар, Майот, Малайзия, Малдиви, Мианмар, Мозамбик, Обединени арабски емирства, Оман, Остров Рождество, Реюнион, Саудитска Арабия, Сейшели, Сомалия, Судан, Тайланд, Танзания, Френски южни и антарктически територии (Нормандски острови), Шри Ланка и Южна Африка.